# جورج جي. ويستون
جورج جي. ويستون (بالإنجليزية: George G. Weston)‏ هو رائد أعمال وكبير الإداريين التنفيذيين بريطاني، ولد في 4 مارس 1964 في إنجلترا في المملكة المتحدة.